# Rod Williams
Rod Williams (* 15. April 1954 in Detroit) ist ein amerikanischer Jazzmusiker (Piano, Keyboards, Komposition).

## Leben und Wirken
Williams studierte zunächst an der Eastern Michigan University und der University of Michigan bei Kenny Cox. Im Sommer 1981 spielte er in Detroit mit der Gruppe Visions von Sam Sanders als Vorgruppe von Air; Henry Threadgill ermutigte ihn nachdrücklich, nach New York City zu ziehen; im Herbst 1981 zog er dorthin, wo er bis heute lebt.
Dort absolvierte er seinen Bachelor an der City University of New York. 1984 trat er im Sweet Basil mit David Murrays Big Band auf (zwei Alben für Black Saint); dann war er Mitglied von Craig Harris’ Band Tailgaters Tales (Shelter) und trat in kleinen Gruppen auf, die u. a. von Butch Morris, Henry Threadgill und Warren Smith geleitet wurden. Zwischen 1987 und 1991 gehörte er als Teil des Kollektivs M-Base zur Band von Cassandra Wilson, wo er sowohl Klavier als auch Synthesizer spielte; mit Wilson entstanden mehrere Alben für JMT wie Jumpworld oder She Who Weeps. 1991 trat er mit Murrays Quartett beim JVC Jazz Festival auf.
Williams arbeitete ab den späten 1980er Jahren als Leader, nahm 1988 und 1990 zwei Alben unter eigenem Namen auf und leitete eine Combo beim What Is Jazz? Festival im Jahr 1991. Darüber hinaus hat er Musik für japanische Filme geschrieben und japanische Popmusik aufgeführt. 1998/9 tourte er im Quartett von Nao Takeuchi. Er ist auch auf Casandra Wilsons Album Sings Standards (Verve Records 2002) und auf Alben von Tulivu-Donna Cumberbatch, Olu Dara und David Murray/Ya Ya Fornier zu hören. Tom Lord verzeichnet 30 Aufnahmen im Bereich des Jazz zwischen 1984 und 2013.
Williams arbeitete auch mit James Carter, Lester Bowie, Dewey Redman, Greg Osby, Sam Rivers, Nasheet Waits, Ed Blackwell, Eddie Harris, Julius Hemphill, Oliver Lake, Duane Eubanks, Mor Thiam, Kazutoki Umezu und Diedre Murray. Zu seiner Combo gehören Lonnie Plaxico und Newman Taylor Baker.

## Diskographische Hinweise
- Rod Williams: Hanging in the Balance (Muse Records 1989, mit Marty Ehrlich, Graham Haynes, Kevin Harris, Tani Tabbal, Sadiq Bey)
- Destiny Express (Muse 1990, mit Marty Ehrlich, Jaribu Shahid, Tani Tabbal, sowie Cassandra Wilson, Junko Ohasi, Rasul Siddik)